# Herstappeltombe

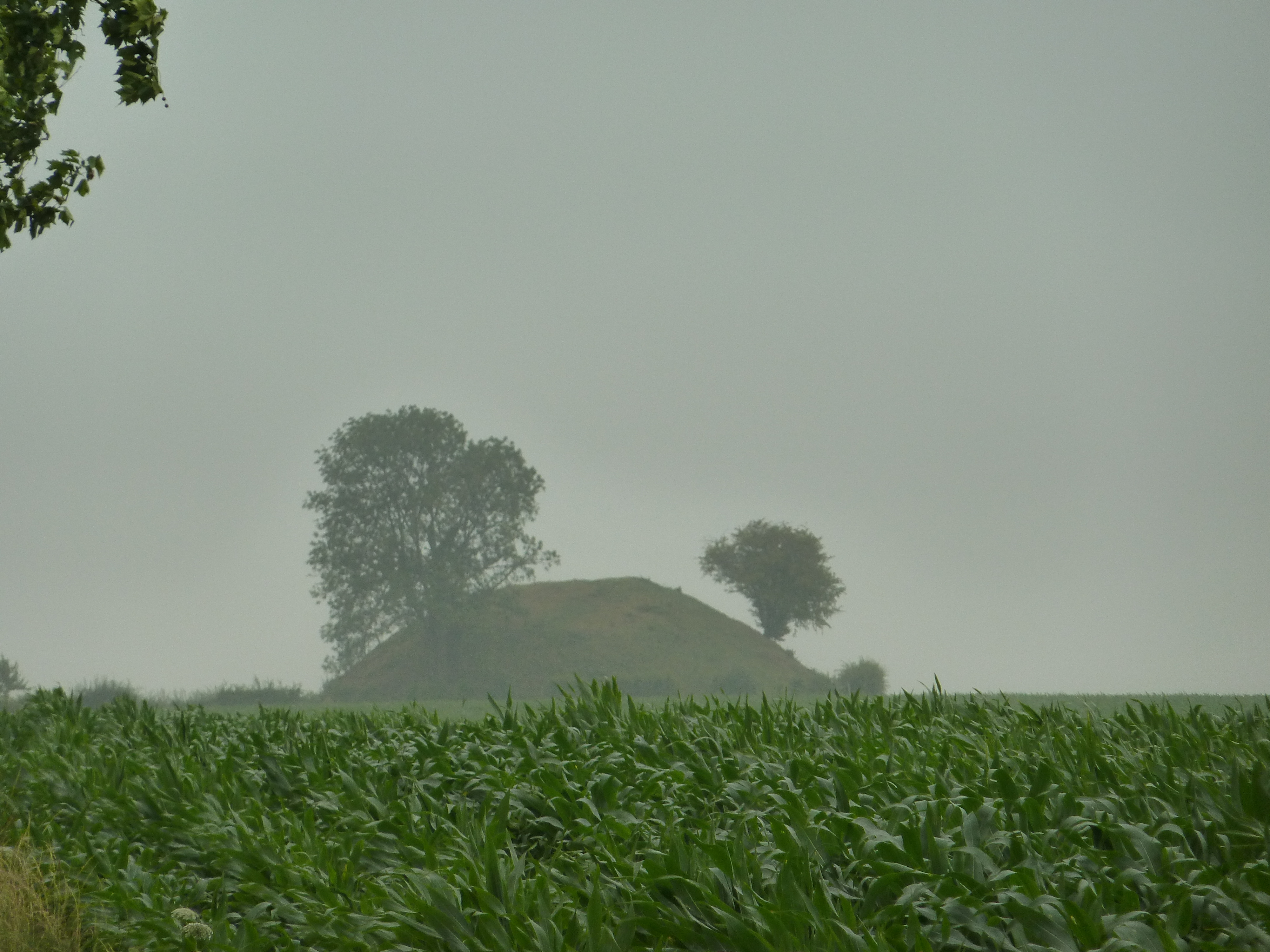
Herstappeltombe van een afstand

De Herstappe(l)tombe is een Gallo-Romeinse grafheuvel ten zuidwesten van Herstappe in de provincie Limburg in België. Ze ligt pal aan de N614, een oude Romeinse weg thans Hoeise Kassei geheten, in een uithoek op het grondgebied van Lauw, een deelgemeente van de stad Tongeren. De heuvel ligt echter dichter bij Herstappe.
De tumulus heeft een diameter van 32 meter, een hoogte van 8 meter en bevat ruwweg 3485 m3 grond. Ze werd vermoedelijk opgericht in de 2e eeuw. In 1895 werd de tumulus onderzocht door de archeoloog F. Huybrigts, die de heuvel leeg aantrof. Wel werden er sporen ontdekt van eerdere opgravingen, vermoedelijk de boringen van Franse soldaten in de 17e eeuw.
In 1976 werd de tombe beschermd als monument. De omgeving werd beschermd als landschap.
De aarde van de tombe is afkomstig van een veld dat zich enkele honderden meters achter de heuvel bevindt.